# Netelia aberrans
Netelia aberrans là một loài tò vò trong họ Ichneumonidae.